# 6G
6G – szósta generacja technologii komunikacji bezprzewodowej. Przewiduje się, że transfer pomiędzy urządzeniami będzie znacznie szybszy niż w przypadku 5G. Sieć 5 generacji oferuje maksymalną prędkość przesyłu danych na poziomie 20 Gb/s, natomiast dr Mahyar Shirvanimoghaddam z Uniwersytetu w Sydney twierdzi, że 6G może zapewnić prędkość nawet 1 Tb/s. Ponadto będzie działać na znacznie wyższych częstotliwościach, od 100 GHz do nawet 3THz. Sieć 6G według prezesa Nokia Bell Labs Marcusa Weldona będzie łączyć świat fizyczny ze światem wirtualnym, sztuczną inteligencją oraz systemami biologicznymi.

## Prace nad 6G
Pomimo faktu, że sieć 5G w dalszym ciągu jest rozwijana, a spora część ludzi dalej korzysta z sieci 4G, prace nad kolejną 6 generacją technologii komunikacji bezprzewodowej zostały rozpoczęte w zakresie prac standaryzacyjnych ITU-R jako IMT-2030. Tak jak w 
Chińskie Ministerstwo Nauki i Technologii ogłosiło powołanie dwóch zespołów badawczych, jeden będzie składał się z instytucji rządowych, których celem będzie promocja badań i rozwoju 6G, natomiast druga grupa, w której skład będzie wchodzić 37 uniwersytetów, ośrodków badawczych oraz firm będzie odpowiedzialna za techniczną stronę badań oraz wsparcie merytoryczne.
Uniwersytet Kalifornijski w Santa Barbara utworzył grupę badawczą ComSenTer (Center for Converged TeraHertz Communications and Sensing), która jest odpowiedzialna za pracę nad technologią 6G. Dyrektor projektu Mark Rodwell wskazał, że istnieje kilka kluczowych zagadnień, które analizuje jego zespół, a mianowicie:
- zbudowanie stacji bazowej, która będzie w stanie obsłużyć zakresy częstotliwości, które będą częścią sieci 6G,
- ściślejsze upakowanie części odbiornika i uniknięcie przegrzewania się,
- uporządkowanie wysyłanych sygnałów[6].

W Europie pracami badawczymi 6G z inicjatyw Horyzont 2020 i Komisji Europejskiej przewodniczy Nokia.
Zainteresowanie sieciami 6G wykazało wiele firm (Airtel, Apple, Ericsson, Fly, Huawei, Jio, Keysight, LG, Nokia, NTT Docomo, Samsung, Xiaomi) i krajów (Stany Zjednoczone, Wielka Brytania, państwa członkowskie Unii Europejskiej, Rosja, Chiny, Indie, Japonia, Korea Południowa, Singapur, Arabia Saudyjska, Zjednoczone Emiraty Arabskie, Katar i Izrael).

## Wprowadzenie na rynek
Ze względu na to, że prace nad siecią 6G dopiero się rozpoczynają, szacuje się, że wprowadzenie jej do użytku nastąpi w ciągu około 10 lat. Według firmy Samsung wczesna komercjalizacja sieci 6G może nastąpić już w 2028, natomiast masowa komercjalizacja w 2030 roku.

## Geopolityka
Podczas wdrażania 5G w Chinach, produkty Huawei i ZTE były faworyzowane co zmarginalizowało produkty Ericssona i Nokii w udziale w rynku podczas gdy produkty Huawei i ZTE były odradzane lub zakazane we wdrożeniach w krajach Zachodnich. Te decyzje podwyższają ryzyko fragmentacji 6G. Oczekuje się, że wiele procedur standaryzacyjnych będzie postępować podczas ważniejszych wydarzeń geopolitycznych.
Wiele firm telekomunikacyjnych i organizacji amerykańskich proponuje rozwiązania Open RAN ze ustandardyzowanymi interfejsami, dzięki czemu można zintegrować z sobą sprzęt i oprogramowanie do zarządzania siecią niezależnie od dostawcy.